# Legion (postać biblijna)

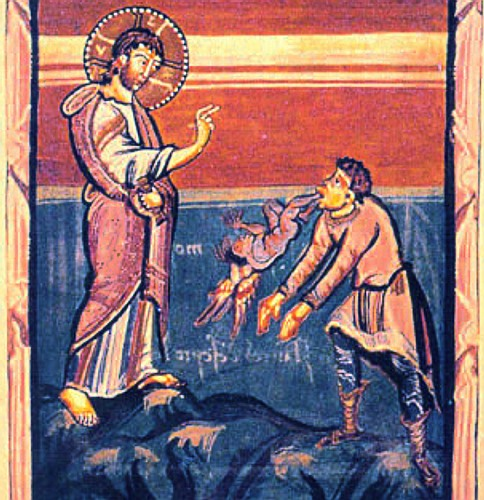
Jezus uzdrawia opętanego w Gadarze.

Legion – demon biblijny, a właściwie wspólne imię dla wielu demonów, które opętały jednego mieszkańca Gadary w grobowcach do czasu, kiedy ten ujrzał Jezusa Chrystusa, który nakazał duchom, aby wyszły z tego człowieka. Złe duchy tylko szarpały nim, nawet jak wiązano łańcuchami, to łańcuchy te rozrywał, a demony pędziły go na pustynię. Wtedy Jezus pozwolił duchom wejść w stado świń, które po opętaniu rzuciły się do jeziora i utonęły. A kiedy Jezus chciał opuścić to miejsce, człowiek oswobodzony z demonów prosił go, by zabrał go ze sobą. Jednak Jezus nakazał mu, żeby rozpowiedział po dziesięciu miastach, jakie wielkie rzeczy uczynił mu Bóg. I odszedł rozpowiadając, co uczynił mu Jezus.
Legion pojawia się w:
- Ewangelii Marka[1]
  - (9) I zapytał go: Jak ci na imię? Odpowiedział Mu: Na imię mi „Legion”, bo nas jest wielu.
  - (15) Gdy przyszli do Jezusa, ujrzeli opętanego, który miał w sobie legion, jak siedział ubrany i przy zdrowych zmysłach. Strach ich ogarnął.

- Ewangelii Łukasza[2]
  - (30) A Jezus zapytał go: Jak ci na imię? On odpowiedział: Legion, bo wiele złych duchów weszło w niego.

- Ewangelii Mateusza[3] jako dwie postaci.

## Kultura masowa
Legion to również:
- imię demona z filmu Egzorcyzmy Emily Rose
- imię demona, przeciwnika Ghost Ridera z filmu i komiksu
- postać w Sztormie stulecia Stephena Kinga jako Andre Linoge (grany przez Colma Feore)
- pseudonim byłego wokalisty zespołu blackmetalowego Marduk
- powiązany z tematem filmu Legion
- potwór z filmu Gamera 2: Attack of Legion
- główny przeciwnik w grze Shadowman
- imię demona z serialu Nie z tego świata
- imię demona, który zamieszkiwał w dziecku Johna i Mary z serialu Salem
- imię, które przybrał David Haller, syn Charlesa Xaviera i Gabrielle Haller, postać z komiksu X-Men. David był mutantem, którego ciało zamieszkiwały liczne osobowości.
- utwór (zapisywany po hebrajsku „לגיון”) stworzony przez projekt muzyczny Krvavy, utwór również znany pod nazwą „Zmartwychniewstanie”
- tym imieniem przedstawił się w grze Diablo III tytułowy demon Diablo, noszący w sobie dusze innych demonicznych władców.
- imię legendarnego tytana wojny z bajki Huntik (w reżyserii Iginio Straffi)
- imię mordercy z gry Dead by Daylight